# Källfräne
Källfräne (Nasturtium officinale) är en växtart i familjen korsblommiga växter. Den är också känd som grönsaken vattenkrasse.

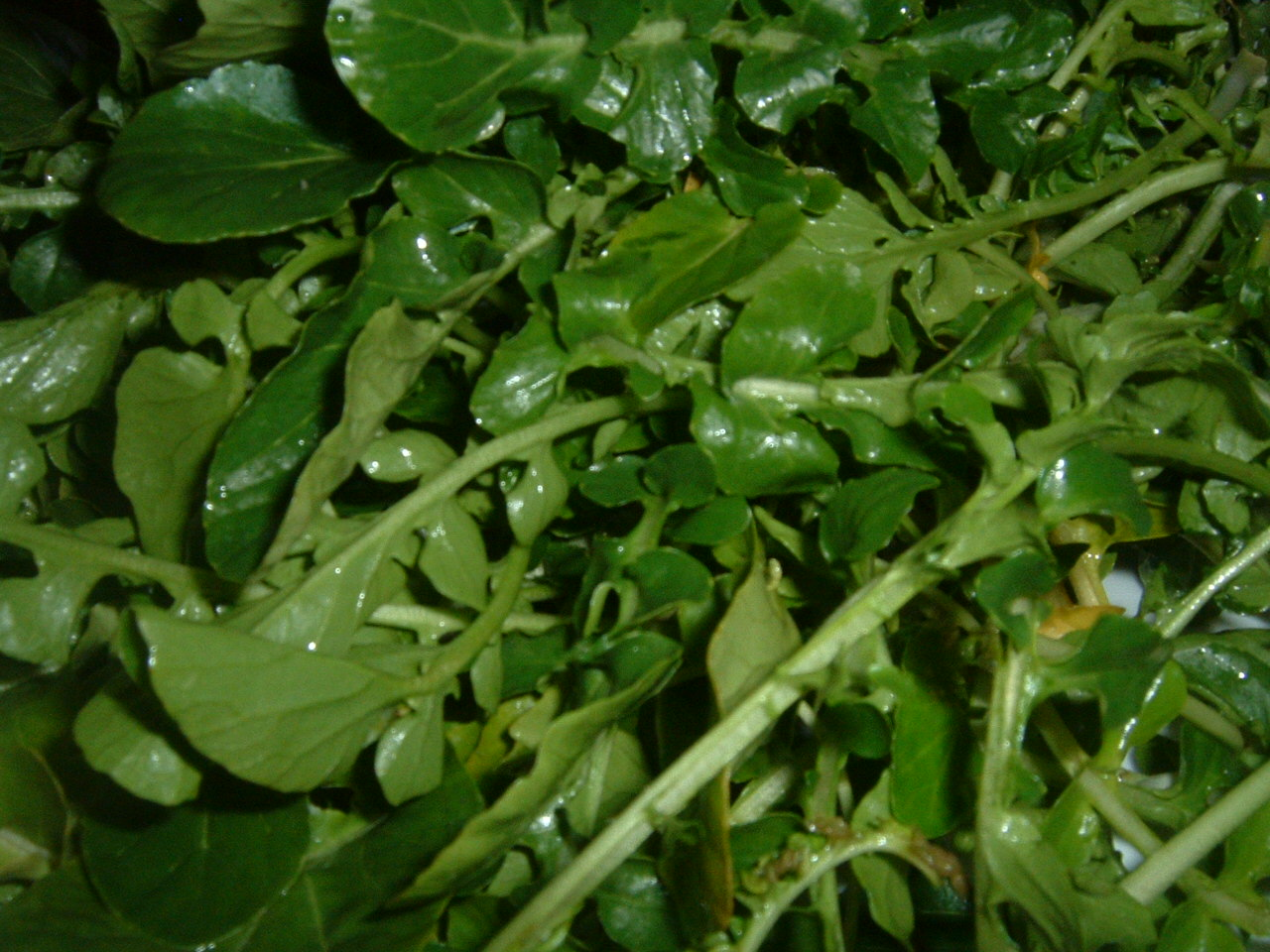